# 椎名糸
椎名 糸（しいな いと、2001年8月10日 - ）は、日本の女優、アイドル。アイドルグループReverse Tokyoのメンバー。愛称はいとち。
東京都出身。ボンド、ファースト・ファイブ所属。2023年9月10日に「Reverse Tokyo 新体制1周年ワンマンライブ」によりアイドルデビュー。

## 略歴
2021年、舞台『獅子の如く〜戦国湯舟評定〜』で初舞台出演。以降、舞台及び映像作品への出演を中心に活動。
2023年からアイドルグループReverse Tokyoに加入し（グループ内の担当カラーは青色）、役者とアイドルとして活動している。2024年、ミスヤングチャンピオン2024オーディションに参加しグランプリ受賞。『ヤングチャンピオン』No.21巻中グラビアに掲載された。同年に行われた「近代麻雀水着祭2024」ではバックヤードレポーターを務めた。

## 人物
- 聖心女子大学現代教養学部心理学科卒[6]
- 趣味 - ピアノ・華道・洋画鑑賞
- 特技 - フィギュアスケート・クラシックバレエ
- 資格 - 華道（池坊華道准教授二級華監）[2]・健康管理能力検定[7]・普通自動車第一種運転免許・普通自動二輪免許

## 出演

### 舞台
- 獅子の如く〜戦国湯船評定〜（2021年） - まつ 役
- 九識のスプリント〜いざ、駆ける瞬間〜（2021年） - 金井雅子 役
- ため生き2022 (2022年)  - みどり 役
- 朗読劇「屋上の鍵の開け方をね、極秘のルートでゲットしたのだよ」(2023年）
- 姫様スターダスト〜激しき学級階級の頂点に君臨する、麗しきわがままプリンセスが体験した最恐の悪夢〜 （2023年） - 小平菜摘 役
- 桜並木のアパート（2023年） - 主演・良子 役
- 花、走る！2024 (2024年)  - 赤青黄色 役
- 夏草~夜明けを待ちながら~(2024年)-遠山エリ役
- 20s(トゥウェンティーズ)（2024年）- AI子 役
- 朗読劇「星を買いませんか」(2024)-有紀役
- 貴方はあなたらしく(2025)-蒼星華役

### テレビドラマ
- 卒業式に、神谷詩子がいない 第5話（NTV 2022年3月）
- ヤりたい男と殺りたい女。 第11話 - 13話（BUMP 2022年12月28日）

### 映画
- 蒼の上で僕は（2022年） - 中野梓 役
- 神田川のふたり（2022年） - 陽菜 役
- 美男ペコパンと悪魔（2023年） - 召使女 役

### 雑誌
- 月刊アームズマガジン （2022年9月号、ホビージャパン）